# Villaviciosa de al lado
Villaviciosa de al lado és una pel·lícula de comèdia espanyola del 2016 dirigida per Nacho G. Velilla i protagonitzada per Carmen Machi, Arturo Valls, Belén Cuesta, Macarena García, Leo Harlem, Jon Plazaola, Yolanda Ramos, Carmen Ruiz, Carlos Santos, Salva Reina, Goizalde Núñez i Antonio Pagudo.

## Argument
Al poble de Villaviciosa de al lado toca la loteria, però els homes del lloc no poden cobrar-la, ja que el dècim ha estat premiat en un prostíbul del poble i no volen que les seves dones ho descobreixin.

## Repartiment
- Carmen Machi - Mari
- Arturo Valls - César
- Belén Cuesta - Elisa
- Boré Buika - Padre Benjamín
- Antonio Pagudo - Juandi
- Macarena García - Sole
- Leo Harlem - Anselmo
- Jon Plazaola - Carlos
- Yolanda Ramos - Visi
- Carmen Ruiz - Milagros
- Carlos Santos - Ricardo
- Salva Reina - Nino
- Corina Randazzo - Merche
- Goizalde Núñez - Carmen
- Julieta Serrano - Petra
- Tito Valverde - Augusto
- Miguel Rellán - Aurelio
- Florí Opritescu - Constantín
- Jorge Asín - Paco
- Javi Coll - Ángel